# Пентадекановая кислота
Пентадекановая кислота  (пентадециловая кислота) С14Н29COOH — одноосновная предельная карбоновая кислота.

## Нахождение в природе
Это кислота, как и большинство длинноцепочечных жирных кислот с нечётным числом атомов углерода, редко встречается в природе. Её содержание в сливочном масле около 1,2 % , в рыбьем жире до 0,1 %, в жире угря до 1,6 %, в говяжьем и бараньем жире до 0,6 % от общего количества жирных кислот. В растениях пентадекановая кислота встречается также довольно редко. В соке листьев мангрового агаллохового дерева (Excoecaria agallocha) содержится до 2,65 % пентадекановой кислоты.

## Использование
Есть сведения, что пентадекановая кислота используется в лакокрасочной промышленности в качестве растворителя при производстве красок. Под названием «пентадекан» входит в состав выпускаемого в Японии шампуня, при этом производители утверждают, что этот ингредиент уменьшает выпадение волос. Это утверждение требует научного обоснования.